# Barbus alluaudi
Barbus alluaudi là một loài cá vây tia thuộc họ Cyprinidae.
Loài này chỉ có ở Uganda.
Môi trường sống tự nhiên của chúng là sông ngòi.